# مايكل دينبورو
مايكل أنطوني دينبورو (مواليد الحائز على وسام أستراليا (11 يوليو عام 1929، توفي في – 8 فبراير عام 2014)، باحث أكاديمي وطبي أسترالي) كان باحثًا أكاديميًا وباحثًا طبيًا أستراليًا، أسس حزب نزع السلاح النووي.
ولدوُلد دينبورو في سالزبوري، روديسيا لبول بيتر دينبورو وألما ماري هيبورن. تلقى تعليمه في مدرسة الأمير إدوارد في سالزبوري وجامعة كيب تاون قبل حصوله على منحة رودس الدراسية من كلية إكستر بجامعة أكسفورد، حيث كان مساعدًا في قسم الطب السريري في قسم نوفيلد في مستشفى رادكليف. تزوج من إريكا إليزابيث جريفيثغريفيث براون في 12 ديسمبر عام 1959. كان دينبورو مسؤولًا طبيًا على عن مقيمي مستشفى الأمراض القلبية الوطني في لندن عام 1958 قبل سفره إلى أستراليا، وكان بذلكحيث كان أول مساعد في جامعة ملبورن ومستشفى رويال ملبورن بين عامي 1960 و1968، ومحاضرًا في كلية الطب بجامعة ملبورن بين عامي 1972 و1974، وأستاذاًوأستاذًا مساعدًا في كلية جون كورتين للأبحاث الطبية في كانبيرا بين عامي 1974 و1991، عمل فيها كنائب مديرنائبًا لمدير لقسم العلوم السريرية بين عامي 1975 و1981، ونائبونائبَ مدير في مركز الدراسات المتعلقة بالموارد والبيئة في عام 1982. حرّر دينبورو بحث «دور الكالسيوم في التأثير الدوائي» الذي ركز على فرط الحرارة الخبيث الذي وصفه في عام 1962 وربطه مبدئيًا بمتلازمة موت الرضيع المفاجئ. عمل بين عامي 1992 و1994 كبروفيسور بكلية بروفيسورا في كلية جون كورتين للأبحاث الطبية في الجامعة الوطنية الأسترالية، وتقاعد في عام 1995. حصل لاحقًا على توصيف بروفيسور متقاعد.
أسس دينبورو حزب نزع السلاح النووي في عام 1984 وخاض انتخاباته عدة مرات. نشر بحث «أستراليا والحرب النووية» في عام 1984. انتخبانتُخب كل من جو فالنتين وروبرت وود أعضاءليكونا عضوين في حزب نزع السلاح النووي في عامي 1984 و1987 على التوالي.
في عام 2003، وقف دينبورو احتجاجًا أمام مبنى البرلمان في كانبرا لمدّة 52 يوم يومًا احتجاجًا على ما اعتبره الغزو الجائر للعراق.
حاز على وسام عضوية وسام أستراليا في دولة استراليا عام 1999. توفي في 8 فبراير لعامعام 2014، بعد أن عاش حياته مع زوجته وأربعة أطفال وستة أحفاد.